# Władysław Liro
Władysław Jan Liro (ur. 29 sierpnia 1891 w Krakowie, zm. 20 lipca 1970 tamże) – podpułkownik piechoty Wojska Polskiego, kawaler Orderu Virtuti Militari.

## Życiorys
Urodził się 29 sierpnia 1891 w Krakowie, w rodzinie Jana i Marii z Ruzawskich. W 1911 zakończył naukę w klasie VIIIb Gimnazjum św. Anny w Krakowie i zdał maturę. W tym samym roku rozpoczął studia na Wydziale Prawa Uniwersytetu Jagiellońskiego. Do wybuchu I wojny światowej ukończył sześć semestrów.
1 sierpnia 1914 został powołany do cesarskiej i królewskiej Armii. W październiku tego roku został ranny pod Rudnikiem nad Sanem. Jego oddziałem macierzystym był 2 Tyrolski Pułk Strzelców Cesarskich. Na stopień porucznika rezerwy został mianowany ze starszeństwem z 1 sierpnia 1916. W armii zaborczej służył do 4 listopada 1918, kiedy to dostał się do włoskiej niewoli. 20 grudnia tego roku wstąpił do Armii Polskiej we Włoszech, a później do Armii Polskiej we Francji. Od 1 kwietnia 1919 służył w 1 pułku czołgów. Został oficerem 6. kompanii czołgów. W 1920, w czasie wojny z bolszewikami dowodził 3. kompanią czołgów.
3 maja 1922 został zweryfikowany w stopniu kapitana ze starszeństwem od 1 czerwca 1919 i 229. lokatą w korpusie oficerów piechoty. 1 grudnia 1924 prezydent RP nadał mu stopień majora z dniem 15 sierpnia 1924 i 59. lokatą w korpusie oficerów piechoty.
Z dniem 1 lutego 1927 został przeniesiony do Szkoły Czołgów i Samochodów w Warszawie na stanowisko dyrektora nauk. W lipcu 1929 został przesunięty na stanowisko pełniącego obowiązki komendanta szkoły, która w następnym roku została przemianowana na Centrum Wyszkolenia Broni Pancernych. 24 grudnia 1929 prezydent RP nadał mu z dniem 1 stycznia 1930 stopień podpułkownika w korpusie oficerów piechoty i 24. lokatą. 1 sierpnia 1933 został przeniesiony do 55 pułku piechoty w Lesznie na stanowisko zastępcy dowódcy pułku. W październiku 1935 został wyznaczony na stanowisko komendanta Powiatowej Komendy Uzupełnień Wołkowysk, a trzy lata później przeniesiony do Dowództwa Broni Pancernych Ministerstwa Spraw Wojskowych w Warszawie na stanowisko szefa Wydziału Studiów. 18 września 1939 przekroczył granicę i został internowany na terytorium Królestwa Rumunii. Od 8 lutego 1941 do 1 kwietnia 1945 przebywał w niewoli niemieckiej, w Oflagu VI B Dössel. Po uwolnieniu z niewoli do 5 maja 1946 pozostawał w Polskim Obozie Wojskowym w Dössel. 30 maja 1946 został zarejestrowany w Rejonowej Komendzie Uzupełnień Kraków Miasto.
Zmarł 20 lipca 1970 w Krakowie. Był żonaty ze Stanisławą z Krasuckich, dzieci nie miał.

## Ordery i odznaczenia
- Krzyż Srebrny Orderu Wojskowego Virtuti Militari nr 3387[29][1][30]
- Krzyż Kawalerski Orderu Odrodzenia Polski - 10 listopada 1938 „za zasługi w służbie wojskowej”[31][32]
- Srebrny Krzyż Zasługi[33]
- Odznaka „Znak Pancerny” nr 2 – 19 marca 1933[34]

austro-węgierskie
- Brązowy Medal Zasługi Wojskowej z mieczami na wstążce Krzyża Zasługi Wojskowej
- Brązowy Medal Waleczności
- Krzyż Wojskowy Karola